# منموهان دسای
منموهان دسای (انگلیسی: Manmohan Desai; زاده ۲۶ فوریهٔ ۱۹۳۷ – درگذشته ۱ مارس ۱۹۹۴) یک کارگردان و تهیه‌کننده اهل هند بود.

## فیلم‌شناسی
| سال  | فیلم                       | بازیگران                                                                       | توضیحات   |
| ---- | -------------------------- | ------------------------------------------------------------------------------ | --------- |
| ۱۹۶۰ | چالیا                      | راج کاپور، نوتان، پران، رحمان، شوبنا سامارت                                    |           |
| ۱۹۶۳ | استاد لاف زدن              | شامی کپور، سایرا بانو، پران، لالیتا پاوار                                      |           |
| ۱۹۶۶ | بی‌ادب                      | شامی کپور، سادهانا شیوداسانی، مانوراما                                         |           |
| ۱۹۶۸ | قسمت                       | Biswajeet, بابیتا، هلن، کمال مهرا                                              |           |
| ۱۹۷۰ | صادق و دروغگو              | راجش خانا، ممتاز، وینود خانا                                                   |           |
| ۱۹۷۲ | Raampur Ka Lakshman        | راندهیر کاپور، رخا، شاتورگان سینها                                             |           |
| ۱۹۷۳ | بیا در آغوشم               | شاشی کاپور، شارمیلا تاگور، شاتورگان سینها، اوم پراکاش                          |           |
| ۱۹۷۳ | یک برادر باید مثل این باشد | جیتندرا، هما مالینی، شاتورگان سینها                                            |           |
| ۱۹۷۴ | روتی                       | راجش خانا، ممتاز، اوم پراکاش، ویجای آرورا، نیروپا روی                          |           |
| ۱۹۷۷ | تربیت                      | آمیتاب باچان، شامی کپور، وینود خانا، نیتو سینگ، شبانه اعظمی                    |           |
| ۱۹۷۷ | قدرت ایمان                 | دهر مندرا، زینت امان، جیتندرا، نیتو سینگ، پران                                 |           |
| ۱۹۷۷ | عمو و برادرزاده            | دهر مندرا، راندهیر کاپور، رحمان، هما مالینی، یوگتا بالی                        |           |
| ۱۹۷۷ | آمر اکبر آنتونی            | آمیتاب باچان، وینود خانا، ریشی کاپور، پروین بابی، نیتو سینگ، شبانه اعظمی، پران |           |
| ۱۹۷۹ | شوهر                       | آمیتاب باچان، شاشی کاپور، رخا، پروین بابی                                      |           |
| ۱۹۸۱ | نصیب                       | آمیتاب باچان، شاتورگان سینها، ریشی کاپور، هما مالینی، رینا روی، کیم            |           |
| ۱۹۸۲ | میهن‌پرست                   | آمیتاب باچان، شامی کپور، شارمیلا تاگور، هما مالینی، پروین بابی                 |           |
| ۱۹۸۳ | باربر                      | آمیتاب باچان، ریشی کاپور، راتی آگنیهوتری، وحیده رحمان، قادر خان                |           |
| ۱۹۸۵ | مرد                        | آمیتاب باچان، آمریتا سینگ، نیروپا روی، دارا سینگ                               |           |
| ۱۹۸۸ | ایثار                      | آمیتاب باچان، میتون چاکرابورتی، میناکشی سشادری، جایا پرادا                     |           |
| ۱۹۸۹ | طوفان                      | آمیتاب باچان، میناکشی سشادری، آمریتا سینگ                                      | تهیه‌کننده |
| ۱۹۹۳ | گرانبها                    | مانیشا کویرالا، ریشی کاپور،                                                    | تهیه‌کننده |
| ۲۰۰۶ | ده (فیلم ۲۰۰۵)             | سانجی دات، سونیل شتی، آبیشک باچان، زاید خان                                    | Presenter |